# Gina Crawford
Gina Crawford (nacida como Gina Ferguson, Christchurch, 20 de noviembre de 1980) es una deportista neozelandesa que compitió en triatlón. Ganó una medalla de bronce en el Campeonato Europeo de Ironman de 2014.

## Palmarés internacional
| Campeonato Europeo | Campeonato Europeo   | Campeonato Europeo | Campeonato Europeo |
| Año                | Lugar                | Medalla            | Prueba             |
| ------------------ | -------------------- | ------------------ | ------------------ |
| 2014               | Fráncfort (Alemania) | Medalla de bronce  | Individual         |